# Les Laquettes
Les Laquettes sont une suite de petits lacs pyrénéens français situés administrativement dans la commune de Saint-Lary-Soulan dans le département des Hautes-Pyrénées en région Occitanie.

## Géographie
Ces petits lacs d'origine morainique sont situés dans la réserve naturelle du Néouvielle (massif du Néouvielle), aux portes du parc national des Pyrénées, en aval du lac d'Aubert et en amont de celui d'Orédon. Ils s'étalent sur 9 hectares à une altitude d'environ 2 080 mètres.
Administrativement, ils sont sur une enclave de la commune de Saint-Lary-Soulan, dans le département des Hautes-Pyrénées, en région Occitanie.
La ville la plus proche est Saint-Lary-Soulan.

## Protection environnementale
Les Laquettes font partie d'une zone naturelle protégée, classée ZNIEFF de type 1 : Réserve du Néouvielle et vallons de Port-Bielh et du Bastan.

## Voies d'accès
La route menant aux lacs (Orédon, Aubert, Aumar et Cap-de-Long) est réglementée : généralement fermée en hiver, la fermeture est signalée par des panneaux, au carrefour de Fabian ; la circulation automobile montante, sur la dernière partie de la route, après le lac d'Orédon, interdite de 9 à 18 h, est réservée aux véhicules de service et au bus-navette.
Ils ne sont accessibles qu'à partir de la route départementale 929 en vallée d'Aure en passant par Saint-Lary-Soulan et Tramezaïgues. À Fabian, hameau de la commune d'Aragnouet, la RD 929 délaisse la vallée et monte vers le lac d'Orédon. La route départementale 177 qui passe sur le barrage de retenue d'Orédon monte jusqu'aux lacs d'Aumar et d'Aubert. Les Laquettes sont brièvement visibles en contrebas de cette route. La partie supérieure des Laquettes s'apprécie également depuis le barrage d'Aubert.
Un sentier de randonnée joint le parking du lac d'Orédon à celui du lac d'Aubert et permet de longer le côté nord des Laquettes.
Haut lieu de balades pyrénéennes, ils représentent pour les randonneurs, un accès au massif du Néouvielle et par-delà, au parc national des Pyrénées.

### Galerie

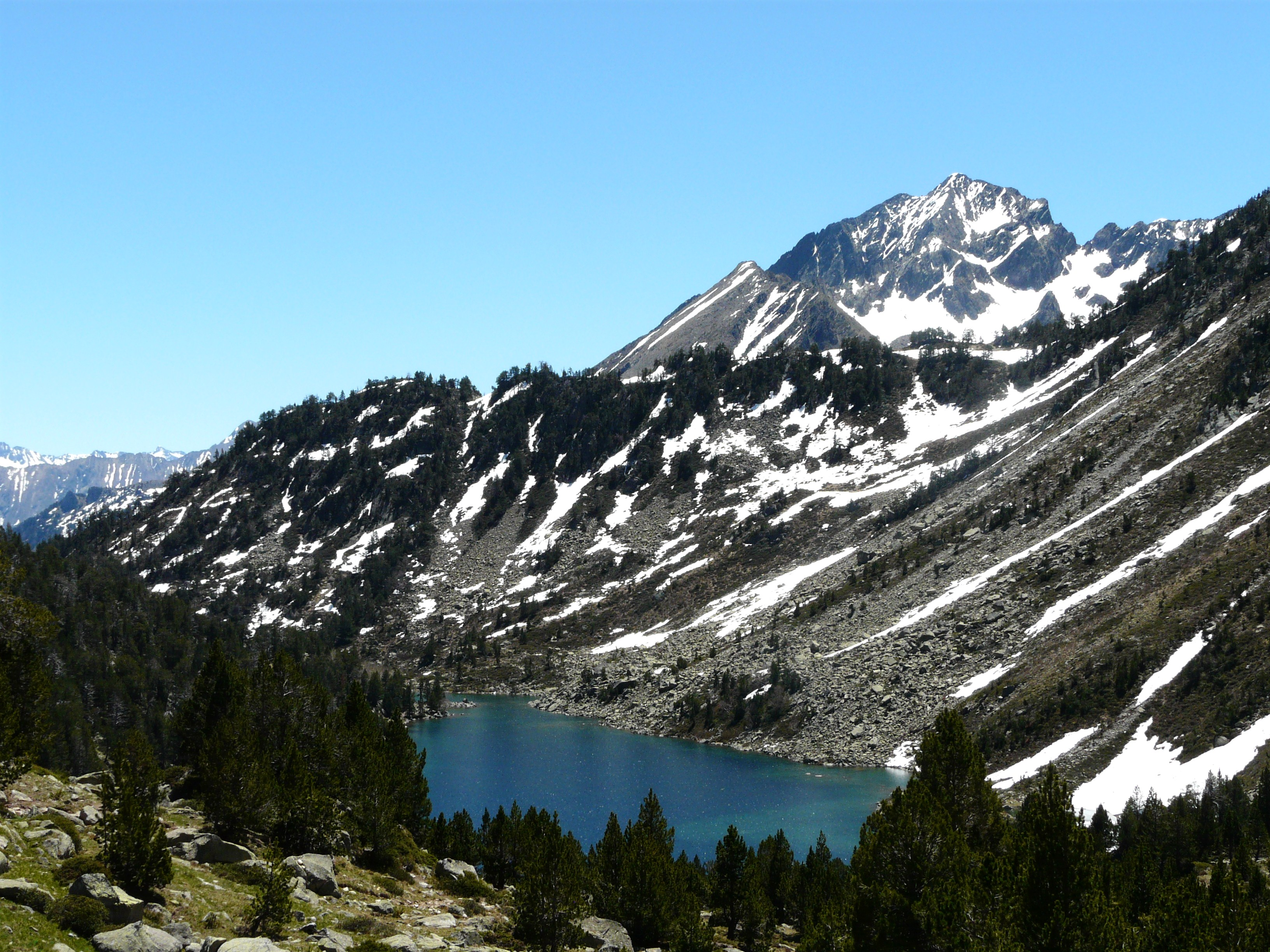
La partie supérieure des Laquettes
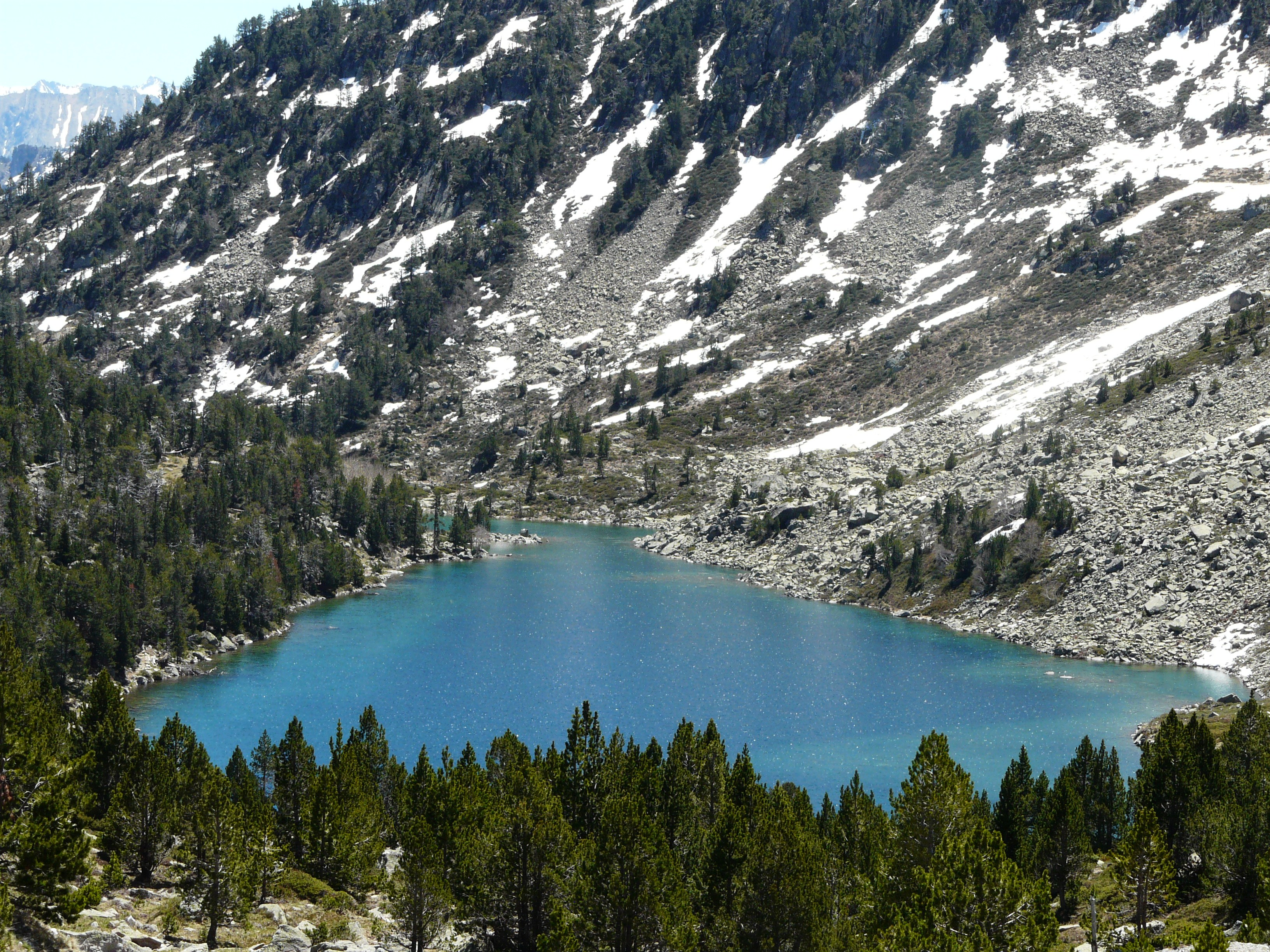
La partie supérieure
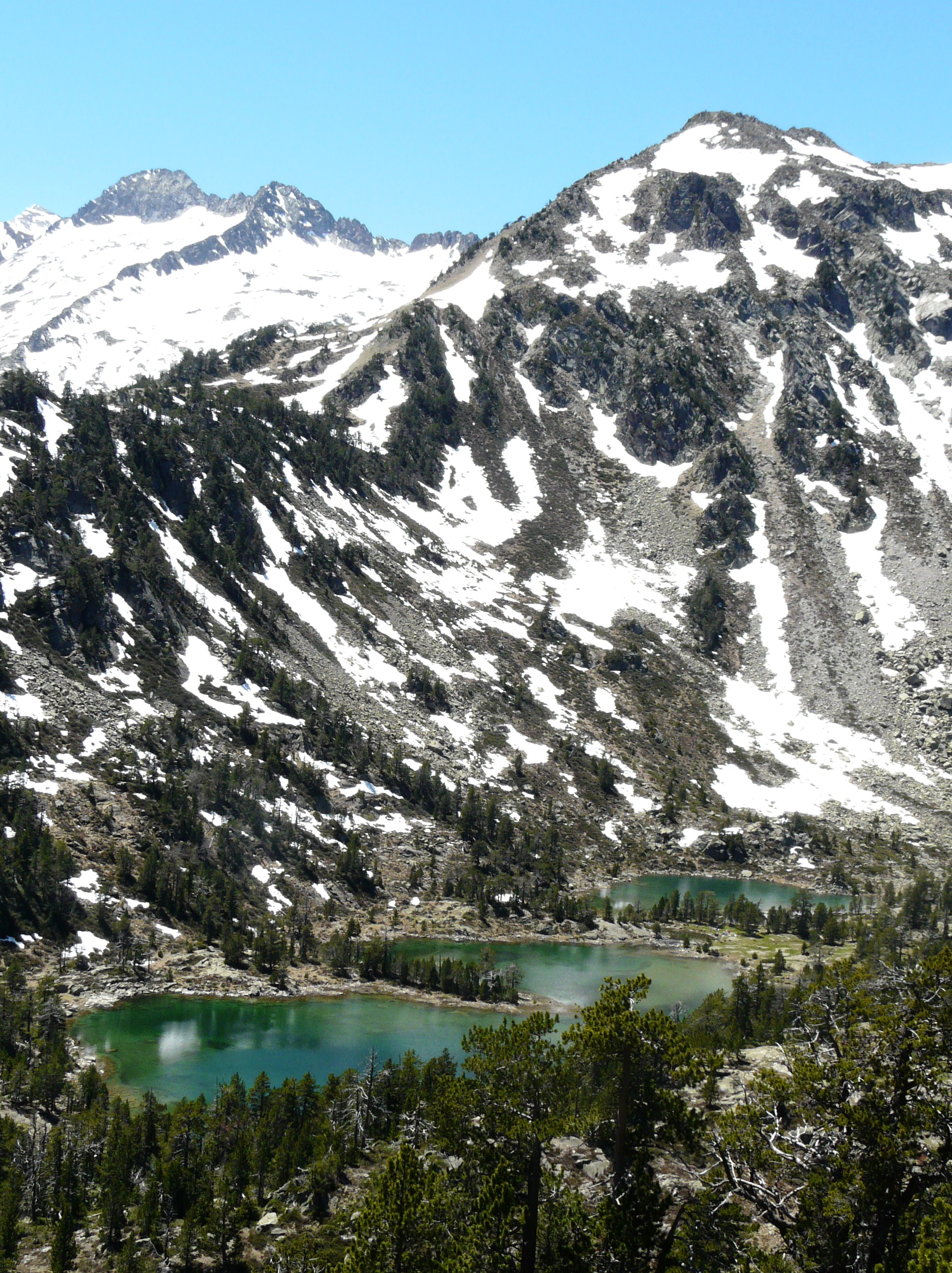
La partie inférieure
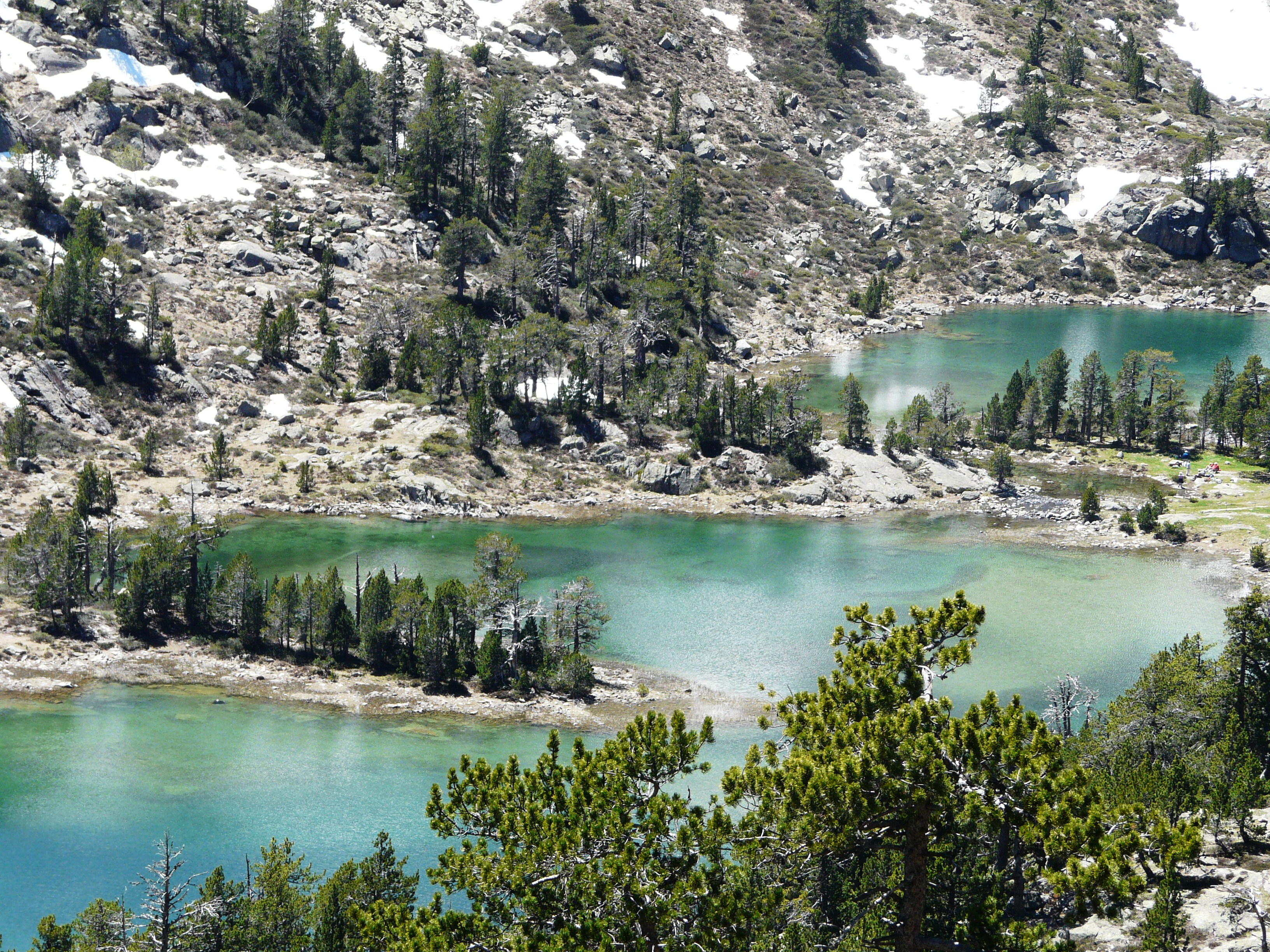
Détail de la partie inférieure